# ورجینیا (نبراسکا)
ورجینیا(به انگلیسی: Virginia) شهری در ایالت نبراسکا کشور ایالات متحده آمریکا است که جمعیت آن در سرشماری سال ۲۰۱۰ میلادی، ۶۰ نفر بوده‌است.